# Абрамов, Кузьма Григорьевич
Кузьма́ Григо́рьевич Абра́мов (30 октября (12 ноября) 1914, село Старые Найманы, Симбирская губерния — 4 августа 2008, город Саранск) — советский и российский писатель, драматург, редактор. Известен вкладом в мордовскую культуру, включая произведения на эрзянском языке. Заслуженный (1964) и народный (1985) писатель Мордовии. Почётный гражданин Мордовии (2000).

## Биография
Родился 30 октября 1914 года по старому стилю в селе Старые Найманы в крестьянской семье смешанного национального состава. Отец, Григорий Степанович (1888—1952), мордвин-эрзя, земледелием не занимался. Был отходником, участником Первой мировой войны. На фронте стал коммунистом, а после войны государственным служащим — председателем сначала Найманского сельсовета, затем Пичеурского и Большеберезниковского волисполкомов Симбирской губернии. Мать, Анастасия Максимовна (1895—1967), русская, домохозяйка.
В 1920 году семья Абрамовых перебралась в посёлок Молния, где отец будущего писателя организовал одну из первых мордовских коммун. Через несколько лет коммуна распалась, но семья Абрамовых осталась жить в посёлке.
В детстве Кузьма Абрамов «в равной мере плохо владел и русским и мордовским языками» и не мог систематически посещать школу из-за удалённого местоположения родного посёлка, хотя к девяти годам он умел читать, писать и начал сочинять стихи. Продолжить обучение ему удалось в 1930 году в Ичалковской девятилетней школе, где его зачислили в шестой класс.
В 1933 году Кузьма Григорьевич Абрамов поступил в Мордовский педагогический институт, но спустя  полтора года бросил учёбу и некоторое время был артистом Мордовского театра. С 1935 года работал учителем эрзянского языка в школе села Косогоры. Примерно с этого времени начал литературную работу, к 1939 году опубликовал одно стихотворение и один рассказ. С осени 1938 года работал редактором мордовской литературы Мордовского книжного издательства.
Осенью 1939 года был призван в армию, служил в городе Славута. Там же поступил учиться в пехотное училище, которое окончил в Тамбове.
Участник Великой Отечественной войны. На фронте с июля 1941 года, командир минометного взвода. Тяжело ранен под Глуховым. После госпиталя в должности командира миномётной батареи участвовал в обороне Москвы в составе 16 армии, затем в наступлении 33 армии. В начале 1942 года четыре дивизии 33 армии попали в окружение в районе станции Износки. При попытке выхода из окружения 17 апреля 1942 года в районе села Слободка Абрамов был контужен и попал в плен. До конца лета 1945 года находился в лагере военнопленных «Ляндвассер» под Нюрнбергом, затем вместе с другими пленными советскими гражданами был возвращён в СССР. За участие в боевых действиях награждён орденом Отечественной войны второй степени, орденом Красной звезды и медалью «За победу над Германией».
В 1949 году стал членом Союза писателей СССР.
После войны вновь поступил в Мордовский педагогический институт, на заочное отделение. Закончил обучение в 1954 году по специальности русский язык и литература. Среди преподавателей, оказавших на него наибольшее влияние, называл Н. Ф. Цыганова (эрзянский язык) и М. М. Бахтина (русская и мировая литература). Впоследствии работал учителем русского языка и литературы в селах Мордовии, затем редактором, заведующим редакцией и главным редактором Мордовского книжного издательства. С 1960-х годов и до конца жизни — профессиональный писатель.

## Творчество

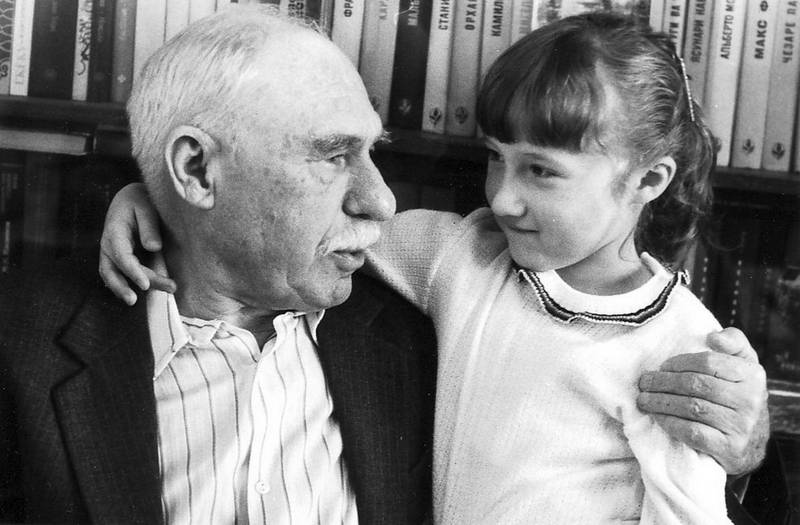
Кузьма Григорьевич с внучкой.

Творческую деятельность как писатель начал в 1934 г., напечатав в журнале Сятко стихотворение «Веть паксясо» (рус. «В поле ночью»).
До войны опубликовал около тридцати стихотворений в периодической печати Мордовии и отдельный сборник стихов (Стихть, (рус. Стихи), 1940). Переводил на эрзянский язык стихи Т. Г. Шевченко, М. Ю. Лермонтова, Н. А. Некрасова и части армянского эпоса «Давид Сасунский».
С 1948 года выступает как драматург (пьеса «Пелькстамо», рус. «Соревнование»). Написал около двадцати пьес, многие из которых поставлены Мордовским драматическим театром. На эрзянском языке были опубликованы все, что сделало его «одним из ведущих мордовских драматургов». Сборники его рассказов стали выходить с конца 1950-х — начала 1960-х гг..
Первый роман «Найман», ставший началом трилогии, был впервые опубликован в 1957 году. В переводе на русский язык вышел под названием «Лес шуметь не перестал» (1961). Эта книга, отличающаяся «напряженным сюжетом, драматизмом ситуаций, тонкой психологичностью в обрисовке действующих лиц», стала «первым многоплановым романом в мордовской литературе». А вся трилогия (Найман, Люди стали близкими, Дым над землей) — первым эпопейным романом о поволжской деревне 1920—1950-х гг.. Трилогии была дана высокая оценка в центральной российской прессе.
Романы «Эсеть канстось а маряви» (1967), в русском переводе (рус. «Своя ноша не в тягость» 1970, 1971), «Велень тейтерь» (1980), (рус. «Девушка из села», 1987) стали успешными попытками в преодолении сложившегося в отечественной литературе шаблона — деления на так называемую деревенскую и городскую прозу. Биографические романы «Эрзянь цёра» — о скульпторе Степане Эрьзе — (1971, 1973, 1977 гг., в русском переводе «Степан Эрьзя». — М., 1974, 1976,1981) стоили К. Абрамову нескольких лет исследовательской работы.
Первыми романами об истории древней мордвы в эрзянской литературе также стали его книги «Пургаз» (1988, в пер. М., 1989) и «Олячинть кисэ» (1989) (рус. «За волю», 1995). О себе именно здесь К. Абрамов пишет: 
Я, как и главный мой герой, - сын эрзянский. Буду снова и снова рассказывать о жизни и судьбах представителей моего родного народа.
Роман «Пургаз», посвящён истории эрзянского народа в конце XII — первой половине XIII века. По признанию Абрамова, этот роман стал
...наивысшим пиком его творчества, результатом многолетних исканий путей изложения, обобщения исторического прошлого. «Пургаз» рассказывает о героическом и историческом прошлом эрзянского народа.
Филолог по образованию, К. Абрамов также выпустил толковый словарь эрзянского языка «Валонь ёвтнема валкс», который при содействии  Общества М. А. Кастрена вышел в 2002 году в Саранске.

## Память
Именем К. Г. Абрамова названа улица в посёлке Луховка городского округа Саранск.

## Награды
- орден Отечественной войны 2-й степени (11.03.1985)
- орден Трудового Красного Знамени (28.10.1967)
- орден Дружбы народов (11.11.1984)
- орден Красной Звезды (14.04.1958)
- медаль "За Победу над Германией" (14.07.1947)
- Юбилейные медали

## Основные произведения
На эрзянском языке:
1. Стихть. — Саранск: Мордовское государственное издательство (Мордгиз). — 1940. — 62 с.
2. Од вий: пьеса ниле пелькссэ. — Саранск: Мордгиз, 1951. — 54 с.
3. Найман: роман. — Саранск: Мордовское книжное издательство (Мордкиз), 1957. — 396 с.
4. Ломантне теевсть малацекс: роман. — Саранск: Мордкиз, 1961. — 428 с.
5. Ратор лейга: евтнема. — Саранск: Мордкиз, 1962. — 68 с.
6. Комолявка: эрьва кодат евтнемат. — Саранск: Мордкиз, 1962. — 158 с.
7. Качамонь пачк: роман. — Саранск: Мордкиз, 1964. — 556 с.
8. Сараклыч: поэма. — Саранск: Мордкиз, 1966. — 24 с.
9. Эсеть канстось а маряви: роман. — Саранск: Мордкиз, 1967. — 340 с.
10. Эрзянь цера: роман. Васенце книга. Киякссо олгт. — Саранск: Мордкиз, 1971. — 330 с.
11. Эрзянь цера: роман. Омбоце книга. Понгосо мода. — Саранск: Мордкиз, 1973. — 440 с.
12. Нурька морот: евтнемат ды пьесат. — Саранск: Мордкиз, 1974. — 420 с.
13. Велень тейтерь: роман. — Саранск: Мордкиз, 1980. — 448 с.
14. Пургаз: кезэрень пингеде евтнема: роман. — Саранск: Мордкиз, 1988. — 480 с.
15. Олячинть кисэ: роман. — Саранск: Мордкиз, 1989. — 416 с.
16. Валонь ёвтнема валкс (Толковый словарь эрзянского языка) — Саранск: Мордкиз, 2002. — 608 с. ISBN 5-7595-1500-4

На русском языке:
1. Рассказы. — Саранск: Мордов. кн. изд-во, 1959. — 80 с.
2. Найман: роман. — Саранск: Мордов. кн. изд-во, 1960. — 387 с.
3. Русые косы: рассказы. — М.: Сов. Россия, 1961. — 56 с.
4. Лес шуметь не перестал…: роман. — М.: Сов. Россия, 1961. — 383 с.
5. Люди стали близкими: роман. — М.: Сов. Россия, 1962. — 424 с.
6. Дым над землей: роман. — М.: Сов. Россия, 1966. — 543 с.
7. Сараклыч: повесть о былых временах: поэма для детей сред. шк. возраста. — Саранск: Мордов. кн. изд-во, 1968. — 16 с.
8. Хмелинка: повести и рассказы. — Саранск: Мордов. кн. изд-во, 1968. — 216 с.
9. Своя ноша не в тягость: роман. — Саранск: Мордов. кн. изд-во, 1970. — 372 с.
10. Сын эрзянский: роман. Кн. 1. — М.: Современник, 1974. — 286 с.
11. Сын эрзянский: роман. Кн. 2. — М.: Современник, 1976. — 302 с.
12. Степан Дмитриевич Эрьзя (Нефедов): биогр. очерк. — Саранск: Мордов. кн. изд-во, 1976. — 66 с.
13. Степан Эрьзя: роман. Кн.3. — М.: Сов. Россия, 1981. — 384 с.
14. Девушка из села: роман. — М.: Сов. писатель, 1987. — 302 с.
15. Там, за леском: рассказы. — М.: Современник, 1987. — 223 с.
16. Пургаз: роман-сказание. — М.: Современник, 1989. — 445 с. ISBN 5-7595-0078-3
17. За волю: повествование о Крестьянской войне 1670—1671 годов. — Саранск: Мордов. кн. изд-во, 1995. — 320 с. ISBN 5-7595-1034-7

На других языках:
1. Purgaz: ajalooline romaan / tõlkinud Arvo Valton. — Tallinn: Kirjastuskeskus, 2014. — 482 lk. (эст.) ISBN 978-9949-445-74-5 (Эстония).
2. Eilne päev / tõlkinud Arvo Valton // Eilne päev. — Veszprem: OOK- Press Kft., 2015. — Lk. 184—247. (эст.) ISBN 978-6155-589-02-7 (Венгрия).
3. Priiuse eest: ajalooline romaan / tõlkinud Arvo Valton. — Tallinn: Kirjastuskeskus, 2019. — 387 lk. (эст.) ISBN 978-9949-445-87-5 (Эстония).